# Дзевентлін
Дзевентлін (пол. Dziewiętlin, нім. Hedwigsthal) — село в Польщі, у гміні Крошниці Мілицького повіту Нижньосілезького воєводства.
Населення — 150 осіб (2011).
У 1975-1998 роках село належало до Вроцлавського воєводства.

## Демографія
Демографічна структура станом на 31 березня 2011 року:
|          | Загалом | Допрацездатний вік | Працездатний вік | Постпрацездатний вік |
| -------- | ------- | ------------------ | ---------------- | -------------------- |
| Чоловіки | 73      | 16                 | 53               | 4                    |
| Жінки    | 77      | 20                 | 39               | 18                   |
| Разом    | 150     | 36                 | 92               | 22                   |